# Wes Wessberg
Walter Norman Wesley „Wes“ Wessberg (* 27. Juni 1939 in Washington, D.C.) ist ein ehemaliger US-amerikanischer Radrennfahrer.

## Sportliche Laufbahn
Wessberg war im Straßenradsport aktiv. Er war Teilnehmer der Olympischen Sommerspiele 1968 in Mexiko-Stadt. Das olympische Straßenrennen beendete er nicht. 
Nach der High School in Washington, D.C. trat er der Luftwaffe bei, wo er im Boxsport aktiv wurde. Nachdem er die Luftwaffe verlassen hatte, besuchte Wessberg das Junior College in Kalifornien, wo er mit dem Radsport begann.